# Paulhaguet
Paulhaguet é uma comuna francesa na região administrativa de Auvérnia-Ródano-Alpes, no departamento de Alto Loire. Estende-se por uma área de 11,23 km². Em 2010 a comuna tinha 886 habitantes (densidade: 78,9 hab./km²).